# Clairy-Saulchoix

Clairy-Saulchoix este o comună în departamentul Somme, Franța. În 1 ianuarie 2022 avea o populație de 382 de locuitori.